# Zone nord-est australienne (Phytorégion)
La phytorégion, ou phytodivision, du nord-est australien comprend deux zones géographiquement isolées : l'est est caractérisé par de fortes précipitations et une végétation de forêt tropicale tandis que l'ouest est défini par des savanes sèches d'eucalyptus.
La région nord-est de l'Australie abrite une partie des forêts pluviales tropicales du Queensland. Ces forêts sont un vestige des anciennes forêts du Gondwana. On y trouve des familles de plantes primitives et un nombre élevé de genres et d'espèces endémiques. Ces forêts fournissent aussi une fiche de vie des processus écologiques et évolutifs qui ont façonné la flore et la faune de l'Australie au cours des 415 derniers millions d'années.
De plus, cette phytorégion regroupe trois écozones: Les forêts pluviales tropicales du Queensland, la savane tropicale de la péninsule du cap York et de la savane des Einasleigh Uplands

## Biomes
La région nord-est de l'Australie est traversé par deux biomes. Le long de la côte est, se situe le biome des forêts décidues humides tropicales et subtropicales. L'ouest de la péninsule est lui occupé par le biome des prairies, savanes et terres arbustives tropicales et subtropicales.

### Biome des forêts décidues humides tropicales et subtropicales
Ces zones australiennes sont considérées comme des fragments résiduels des forêts qui couvraient autrefois la plupart de l'Australie et de l'Antarctique, il y a environ 15 millions d'années. Ces forêts ont un degré élevé d'endémisme, autant pour les espèces végétales que les espèces animales, ainsi qu'une diversité spécifique très importante.
Ce biome intègre la partie nord de l'écorégion des forêts pluviales tropicales du Queensland.

### Biome des prairies, savanes et terres arbustives tropicales et subtropicales
Une grande partie du nord de l'Australie est couverte par les prairies. Cependant, les zones comprenant un écosystème de savane sont beaucoup plus restreintes : on trouve ces écosystèmes limités aux zones humides le long de la côte, dont à l'ouest de la péninsule du Cap York.

## Climat
Le nord-est de l'Australie est caractérisé par un climat relativement chaud, avec des températures élevées pouvant aller jusqu'à 34 degrés, d'énormes pluies durant la saison chaude et une sécheresse durant la période plus fraîche.
La région nord du Queensland et le Cap York possèdent un climat tropical et de mousson. La période de pluie, chaude et humide, va de novembre à avril et la période sèche de mai à octobre. Les précipitations annuelles sont relativement élevées, pouvant atteindre 2 000 millimètres dans certaines régions. La majorité de cette eau tombe durant la période de mousson. Durant la saison sèche, les précipitations sont associées à l'afflux des alizés humides sur la côte.
Dans les Tropiques humides du Queensland, les précipitations varient considérablement avec l'altitude et l'orientation de la côte. Les plus hautes montagnes le long de l'escarpement entre Cairns et Tully reçoivent les plus fortes précipitations.

## Géographie
Le continent australien se trouve dans l'hémisphère sud. La phytorégion nord-est australienne se trouve juste au-dessus du tropique du Capricorne. Elle comprend le cap York et la région nord du Queensland. Cette péninsule est le point le plus septentrional du continent. Elle est bordée à gauche par le golfe de Carpentarie et à droite par l'océan Pacifique et la Grande Barrière de corail.

### Géomorphologie (Reliefs)
Le nord-est de l'Australie a, comme l'Australie en général, un relief relativement plat.
La péninsule du Cap York n'est que peu perturbé par la tectonique des plaques. La région est donc très érodée, avec des plaines inondables traversées par des rivières. Quelques collines s'élèvent à quelque 800 m d'altitude sur la côte orientale autour de Coen. Il y a plusieurs formes de relief sur la péninsule : les grandes étendues de champs de dunes vierges de la côte orientale, les énormes tas de blocs de granit noir dans le parc national de la Montagne Noire (Kalkajaka) et les karsts calcaires autour de Palmerston. Les dépôts fluviatiles de sédiments il y a plus d'1 milliard d'années ont permis la formation de plateaux de grès, là où se trouvent désormais les savanes du nord. Près de la côte, il y a de vastes zones de sols alluviaux.
À l'ouest du plateau d'Atherton, dans les Einasleigh Uplands, il y une zone de roche volcanique érodée. Cette zone possède des crêtes, des gorges et des tubes de lave.
La morphologie de la région des forêts tropicales humides du Queensland, sur la côte nord-est, est faite de plateaux vallonnés avec une altitude entre 600 m et 900 m et des pics de montagne pouvant s'élever à 1 622 m.

### Hydrographie
La péninsule du Cap York est traversée par plusieurs rivières. Durant la saison sèche, ces rivières sont réduites à une série de points d'eau et de lits de sable . Mais durant la mousson, elles se transforment en puissants cours d'eau. Cela va provoquer l'inondation des plaines et ainsi permettre à une vaste gamme d'espèces d'eau douce et des zones humides de se développer.

#### Liste des rivières principales
- Smithburne River
- Mitchell River
- Alice River
- Staaten River
- Mission River
- Wenlock River
- Archer River
- Annan River
- Bloomfield River
- Daintree River
- Barron River
- Mulgrave River
- Russell River
- Johnstone River
- Tully River
- Herbert River
- Burdekin River
- Normanby River
- Palmer River

### Sols
Au cap York, les sols sont très peu fertiles, même en comparaison avec d'autres sols pauvres d'Australie. Ils sont presque entièrement latérisés et érodés.
En revanche, les sols des Einasleigh Uplands sont basaltiques et très fertiles. Ils sont aussi connus pour leurs tubes de lave.

## Flore

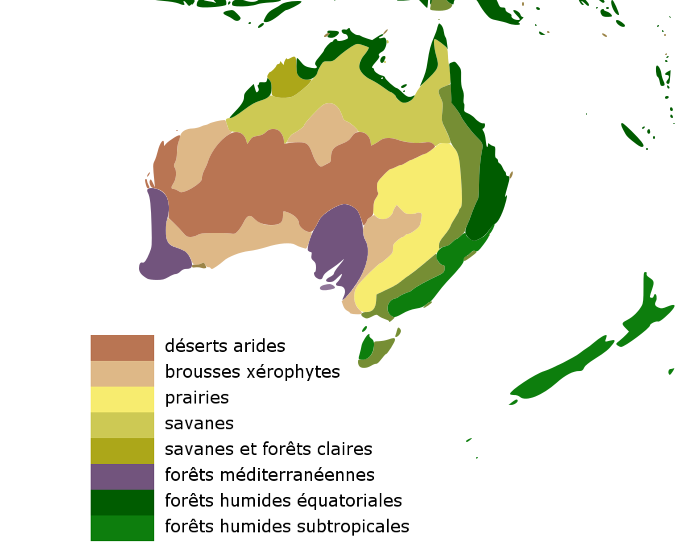
Régions végétales australiennes

Le biome des prairies, savanes et terres arbustives tropicales et subtropicales intègre quant à lui plusieurs régions végétales: des forêts claires et de la savane. La forêt claire est clairsemée avec des bouquets d'acacias et d'eucalyptus. La savane possède aussi des acacias et des eucalyptus, mais ils sont plutôt rabougris et leur dissémination est encore plus pauvre que dans la forêt claire.
La péninsule du cap York est donc une mosaïque de forêts tropicales, de prairies tropicales et subtropicales, de savanes et de zones arbustives, comme des savanes tropicales, des landes, des zones humides, des rivières sauvages et des mangroves. Cette mosaïque abrite plus de 3 300 espèces de plantes à fleurs dont une grande partie est une végétation indigène et non fragmentée. Le cap York contient aussi l'un des taux les plus élevés d'endémisme en Australie, avec plus de 260 espèces végétales endémiques. La flore de la péninsule comprend les espèces originales du Gondwana, des plantes qui ont émergé depuis l'éclatement du Gondwana et des espèces de l'Indo-Malaisie et de l'ensemble du détroit de Torres en Nouvelle-Guinée. Une grande variété florale se trouve dans les zones de forêt tropicale. Le fait que le reste de la péninsule et même du continent soit plus sec empêche l’expansion des plantes de la forêt tropicale. Les forêts tropicales couvrent une superficie de 748 000 ha, soit 5,6 pour cent de la superficie totale des terres de la péninsule du Cap York. On les trouve principalement sur les pentes orientales des chaînes côtières, car il leur est nécessaire d'avoir un certain niveau de précipitations. La flore du Gondwana de cette région comprend les Araucariaceae, les conifères podocarpacées et des orchidées du genre Arthrochilus, Corybas et Calochilus. En tout, cette forêt tropicale contient au moins 1 000 plantes différentes, dont 100 espèces rares ou menacées, et 16 % des espèces d'orchidées de l'Australie.
Mais la majorité de la péninsule du Cap York est couverte par des prairies tropicales et subtropicales, des savanes et des zones arbustives et non pas par de la forêt tropicale. Ces zones sont bien conservées en comparaison avec d'autres savanes du monde. La savane nord-est australienne est dominée par les eucalyptus dont l'espèce la plus commune est Eucalyptus tetrodonta. Les vastes zones humides sur la péninsule du cap York sont parmi les plus grandes, plus riches et les plus diversifiées en Australie. 19 zones humides d'importance nationale ont été identifiées, principalement sur les grandes plaines inondables et les zones côtières. Ces zones humides n'existent que durant la saison des pluies lorsque les plaines sont inondées et que des communautés végétales rares ou peu communes peuvent s'y développer. Les zones côtières de la péninsule et les estuaires des rivières sont bordées de mangroves d’Intsia bijuga (kohu) et d'autres arbres. La structure des communautés varie considérablement, avec des hauteurs de couvert allant de 10 m à 32 m de hauteur. Les arbres et arbustes des sous-étages sont plus épars. La couche végétale la plus basse est dominée par les graminées. 
En résumé, la péninsule du cap York abrite:
- 64 % de forêts d'eucalyptus
- 15 % de forêts de Melaleuca
- 6 % de prairies
- 5,6 % de forêt tropicale
- 3,3 % de landes

264 plantes y sont endémiques.
La région des Einasleigh Uplands, sur la côte est, est un plateau couvert de prairies parsemées d'eucalyptus. Cette zone est à l'intérieur de la côte humide du Queensland, mais elle n'est pas aussi humide que la péninsule du cap York. Sa végétation est différente des zones environnantes: les forêts d'eucalyptus sont totalement différentes des forêts tropicales du Queensland, à l'est. Les collines pierreuses des Einasleigh Uplands sont l'habitat de prédilection des forêts d'ironbark.
Le site des Tropiques humides du Queensland comprend la partie nord des forêts pluviales tropicales du Queensland. Ces forêts ont le taux le plus fort d'endémisme du monde. Elles contiennent plus de 390 espèces de plantes rares, dont 74 espèces menacées, 85 espèces qui sont endémiques de la région, 13 différents types de forêt et 29 espèces de mangroves. Et sur les 19 familles de plantes à fleurs primitives à travers le monde, 12 se trouvent dans les Tropiques humides dont 2 familles ne se trouvent nulle part ailleurs. Cela comprend au moins 50 espèces individuelles qui sont endémiques cette zone. On y trouve aussi 90 espèces d'orchidées. 
Dans ces forêts, sur la flore totale présente en Australie, il y a:
- 65 % des espèces de fougères.
- 21 % des espèces de cycadophytes.
- 37 % des espèces de conifères.
- 30 % des espèces d'orchidées.

Ces forêts sont limités aux zones de fortes précipitations, comme pour les forêts du cap York. Où la pluviométrie est inférieure à 1 500 mm par an, la forêt tropicale est limitée aux sols alluviaux le long des ruisseaux et les ravins abrités sur les pentes exposées au sud. Dans les sols gorgés d'eau, la flore de la forêt tropicale cède la place à des fourrés de Melaleuca, et sur des sols pauvres et dans les zones plus sèches, c'est l'eucalyptus qui est le plus présent. L'eucalyptus est en effet un bon compétiteur lors des incendies, ce qui lui permet de s'installer dans des zones plus sèches. On y trouve aussi des lianes robustes, des épiphytes et des palmiers ainsi que des herbes charnues sur les sols fertiles basaltiques alluviaux humides.

### Liste des familles

#### Conifères
- Araucariaceae
- Podocarpaceae

#### Fougères
- Lycopodiaceae
- Selaginellaceae
- Ophioglossaceae
- Marattiaceae
- Osmundaceae
- Schizaeaceae
- Gleicheniaceae

#### Angiospermes
- Annonaceae
- Ararceae
- Austrobaileyaceae
- Eupomatiaceae
- Himantandraceae
- Myristicaceae
- Winteraceae
- Atherospermataceae
- Hernandiaceae
- Idiospermaceae
- Lauraceae
- Monimiaceae
- Proteaceae
- Zingiberaceae

## Aire protégée et parcs
Environ 10 pour cent de la péninsule du cap York est une aire protégée. La région est relativement bien conservée, mais les régimes de feux inappropriés associés à la gestion des pâturages et les espèces envahissantes sont des menaces. Les savanes tropicales du Nord ont connu une dégradation considérable à la suite de l'élevage de bovins.
Dans les Einasleigh Uplands, la végétation est en grande partie intacte. 57 % des écosystèmes régionaux sont dans des réserves de conservation. Les forêts tropicales sèches à l'extérieur des réserves sont modérément menacées par le défrichage et celles dans les réserves par l'invasion de Lantana camara et de Cryptostegia grandiflora. 

### Liste des parcs nationaux dans la phytorégion nord-est australienne
- Parc national de la baie Cedar
- Parc national Bulleringa
- Parc national du Cap-Melville
- Parc national de Daintree
- Parc national d'Eungella
- Parc national Edmund Kennedy
- Parc national de Forty Mile Scrub
- Parc national de Girringun
- Parc national des gorges de la Barron
- Parc national des grottes Chillagoe-Mungana
- Parc national Kirrama
- Parc national Kurunda
- Parc national de Lakefield
- Parc national du marais Eubenangee
- Parc national de la Montagne Noire (Kalkajaka)
- Parc national de la rivière Hull
- Parc national de la rivière Jardine
- Parc national Wooroonooran
- Parc national volcanique Undara

### Articles
- C.E. Gonzalez-Orozco, M.C. Ebach, S. Laffan, A.H. Thornhill, N.J. Knerr, A.N. Schmidt-Lebuhn, C.C. Cargill, M.Clements, N.S. Nagalingum, B.D. Misher, J.T. Miller, Quantifying Phytogeographical Regions of Australia Using Geospatial Turnover in Species Composition, Plos one, mars 2014, Volume 9, Issue 3